# Ochroplutodes bifurcata
Ochroplutodes bifurcata là một loài bướm đêm trong họ Geometridae.